# Apophylia aeruginosa
Apophylia aeruginosa là một loài bọ cánh cứng trong họ Chrysomelidae. Loài này được Hope miêu tả khoa học năm 1831.